# Pasquale Muto
Pasquale Muto (Napoli, 24 maggio 1980) è un ex ciclista su strada italiano, professionista dal 2003 al 2011.

## Carriera
Originario di Napoli, nella categoria Dilettanti fu attivo per quattro stagioni con formazioni toscane; la stagione migliore risultò essere il 2003, quando vinse tra gli altri la Coppa Varignana, la Ruota d'Oro e il Gran Premio Pretola. Passato professionista nel 2004 con il team Miche, ottenne il primo risultato importante nel 2005 arrivando terzo al Gran Premio del Canton Argovia in Svizzera; negli anni successivi raccolse numerosi piazzamenti nelle gare del panorama ciclistico italiano, fra cui vanno ricordati i podi al Trofeo Matteotti 2006 e al Memorial Marco Pantani 2007.
In più occasioni raggiunse risultati significativi, sia nelle tappe che nelle classifiche generali, in corse a tappe italiane ed europee di secondo piano, in particolare nel 2007 vinse una frazione al Tour de Bulgarie, nel 2009 chiuse secondo all'Okolo Slovenska (con una vittoria di tappa) e sesto al Brixia Tour e nel 2010 fu secondo al Wyścig Solidarności i Olimpijczyków e quarto alla Route du Sud. Nel 2010 corse anche ottimamente il campionato nazionale; fino all'ultimo giro del circuito di Conegliano era nel gruppo di atleti che si stavano giocando il titolo ma Giovanni Visconti risolse la gara con uno scatto vincente a quindici chilometri dal traguardo: Muto terminò al settimo posto la volata per le restanti posizioni del podio.
Nel maggio 2011 venne trovato positivo all'eritropoietina e all'efedrina in seguito ai controlli eseguiti dopo il Giro dell'Appennino: fu per questo squalificato per tre anni, fino al 2 maggio 2014, e privato dei risultati ottenuti nel 2011. Dopo la squalifica decise di lasciare il ciclismo professionistico.

## Palmarès
- 2002 (Impruneta Cotto Ref, Under-23)

Coppa Caivano
Trofeo Aretina Pozzi - Gran Premio Arredamenti Caneschi
Firenze-Modena
Coppa Fiera di Mercatale
- 2003 (Reda-Mokador-Impresa Edile Mulinari, Under-23)

Coppa San Bernardino
Gran Premio Montanino
La Ciociarissima
Trofeo Fabianelli
Coppa Varignana
Memorial Umberto Drei
Ruota d'Oro
Gran Premio Pretola
- 2007 (Team Miche, una vittoria)

8ª tappa Tour de Bulgarie (Gabrovo > Troïan)
- 2009 (Team Miche, una vittoria)

1ª tappa Okolo Slovenska (Banská Bystrica > Banská Bystrica)

## Piazzamenti

### Classiche monumento
- Milano-Sanremo

2008: 136º